# Embassament d'Arenós

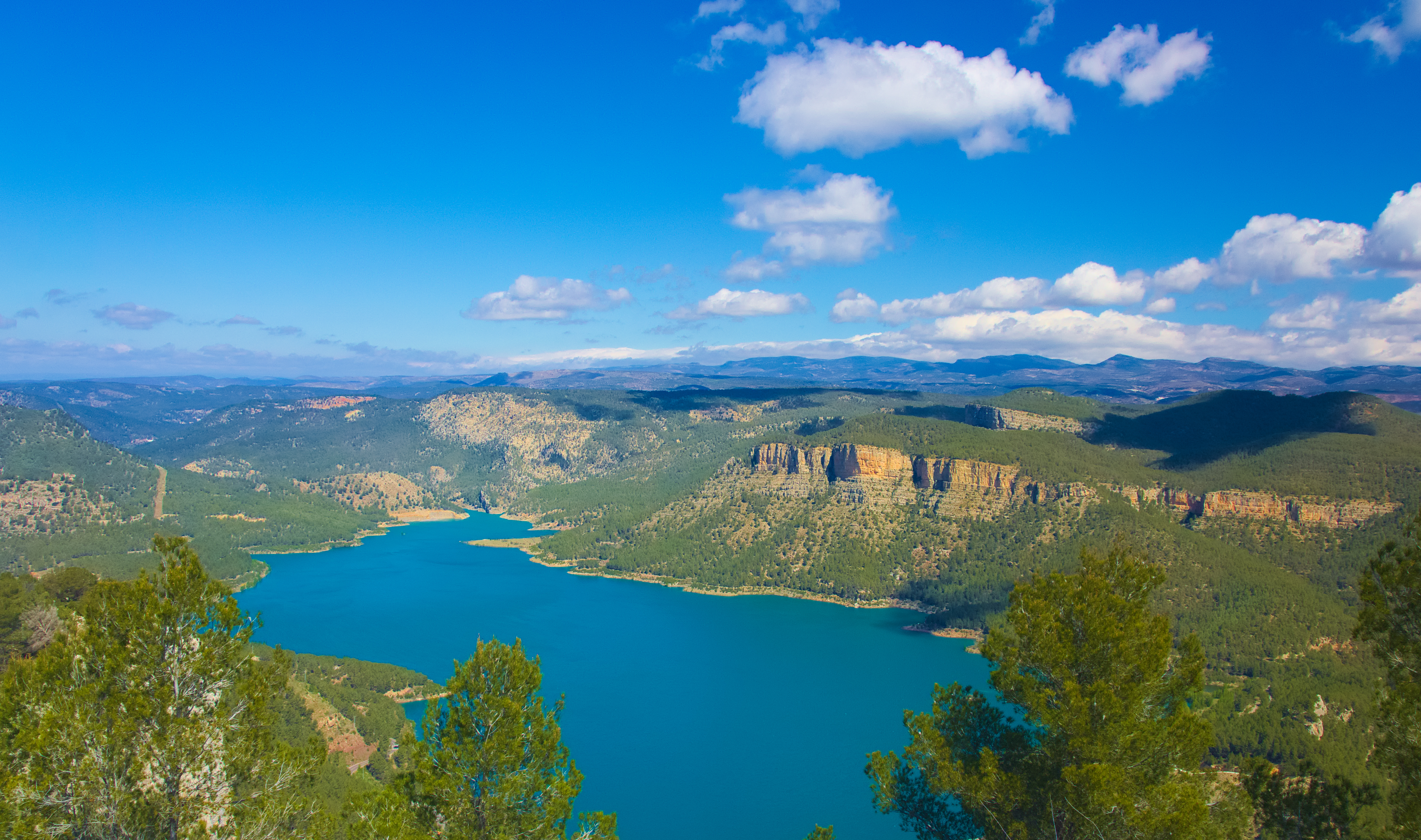
Embassament d'Arenoso

L'embassament d'Arenoso és un embassament situat als municipis de la Pobla d'Arenós i Montanejos (Alt Millars, País Valencià).

## Descripció
El mur de coronació de l'embassament es troba a 3 km de Montanejos en direcció a la Pobla d'Arenós (CV-20).
La presa, de materials solts, va ser construïda entre 1970 i 1977, en la llera del riu Millars, sobre una superfície de 418 hectàrees i amb una capacitat màxima de 130 hm³. L'obra va ser construïda mitjançant una presa d'escullera amb nucli d'argila, amb una altura de 109 metres i al voltant de 500 m de grossor en la seua base i una longitud en coronació de 428 m.
Es va construir per a regular els cabals del riu Millars i el reg, amb la finalitat principal de proveir per al regadiu 27.000 ha de terrenys cultivables a la Plana de Castelló.
Aquesta presa pertany a la Confederació Hidrogràfica del Xúquer.

## Marc històric

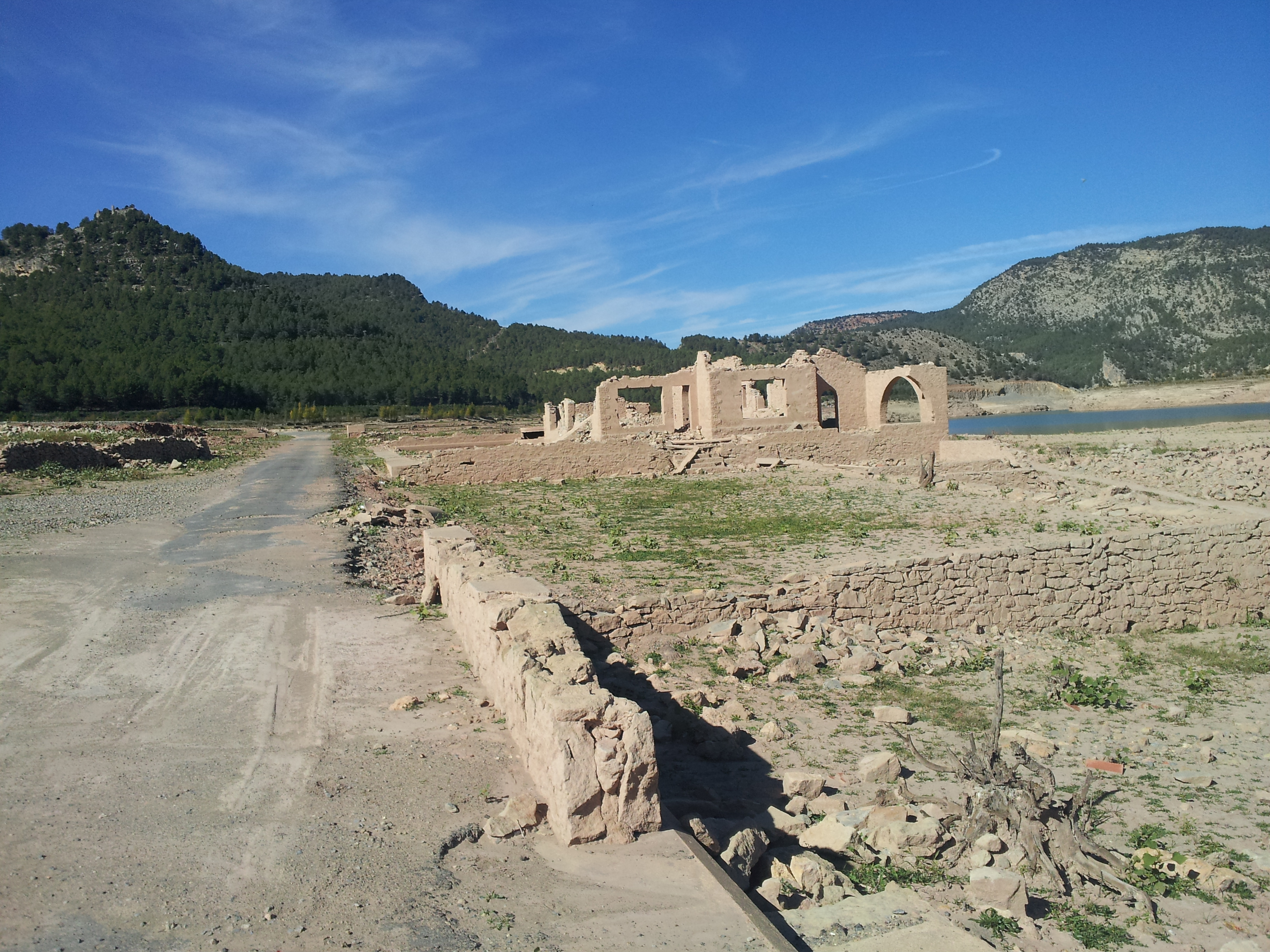
Estat actual de Camps d'Arenós, amb la carretera que connectava Montanejos amb la Pobla d'Arenós.

Sota les seues aigües es troben el desaparegut municipi de Camps d'Arenós, agregat al terme de Montanejos al 1974, i tres barris de la Pobla d'Arenós: la Rambla Alta, Los Arcos de Arriba i Los Arcos de Abajo. També el llogaret de Torcas, la Masadica i les Viñas Viejas.
EL B.O.P. del 24 de setembre de 1966, va publicar l'aprovació del projecte de construcció de l'embassament. A l'abril de 1970 se'n van iniciar les obres i el 15 de juliol de 1977 es va produir el desallotjament dels últims veïns. El poble va desaparèixer, però l'entorn segueix viu en paratges com el Morrón, la Peña Redonda, La Cova Roya o la Font Ontanar.

## Enllaços externs

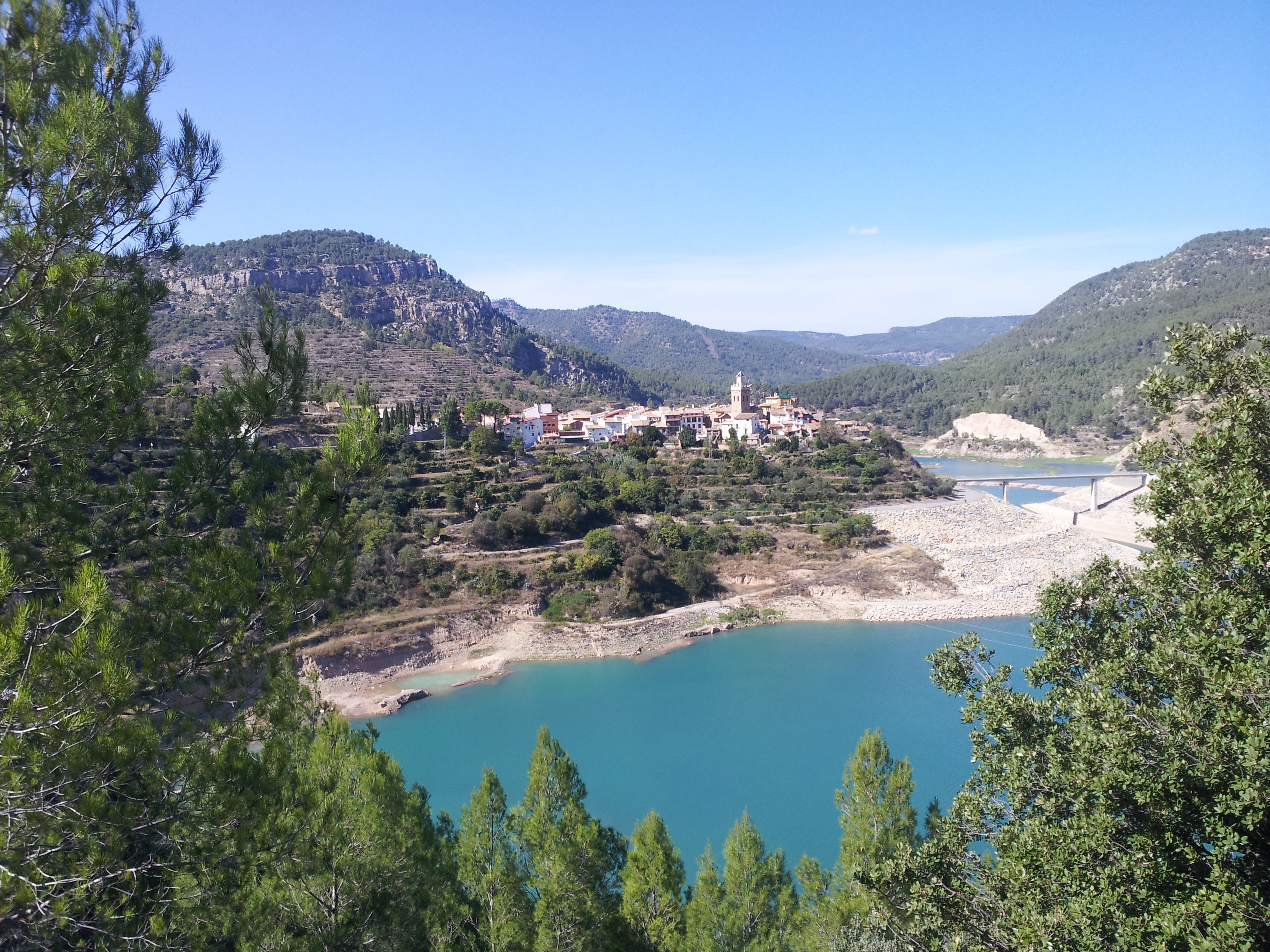
Pantà i Puebla de Arenoso